# Lotilia
Lotilia is een geslacht van straalvinnige vissen uit de familie van grondels (Gobiidae).

## Soorten
De volgende soorten zijn bij het geslacht ingedeeld:
- Lotilia graciliosa Klausewitz, 1960
- Lotilia klausewitzi Shibukawa, Suzuki & Senou, 2012[2]